# Massacre de Rosewood

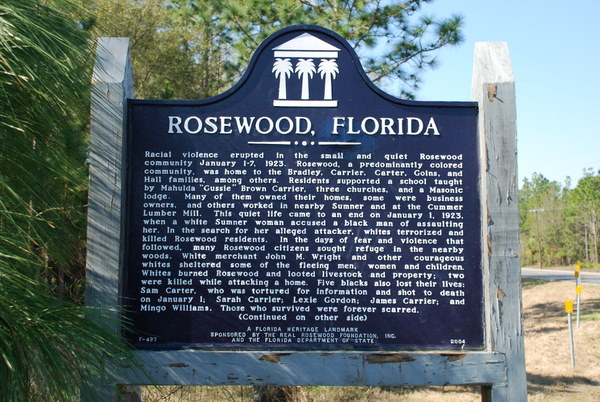
Plaque commémorative.

Le Massacre de Rosewood est un massacre violent et raciste qui eut lieu en janvier 1923 dans la zone rurale du comté de Levy en Floride, aux États-Unis.

## Description
La quasi-totalité des afro-américains de la ville ont été massacrés. La ville de Rosewood a été détruite au cours de ce massacre raciste et fut déclarée ville fantôme par les autorités. L’élément déclencheur fut le mensonge d’une femme blanche qui, accusée d’adultère, prétendit s'être fait violer par un homme noir. Par la suite, il s'avéra qu'elle avait menti et qu’elle le trompait bien avec un homme blanc connu pour des violences conjugales.

## Postérité
En 1997, John Singleton réalise le film Rosewood sur le massacre avec notamment Jon Voight, Ving Rhames et Don Cheadle.